# كونستانتينوس مينه
كونستانتينوس مينه (باليونانية: Κωνσταντίνος Μηνά)‏ هو لاعب كرة قدم قبرصي في مركز الدفاع، ولد في 1 مايو 1974 في قبرص (جزيرة) في قبرص. شارك مع منتخب قبرص لكرة القدم. أما مع النوادي، فقد لعب مع نادي أيك لارنكا.

## وصلات خارجية
- كونستانتينوس مينه على موقع قاعدة بيانات كرة القدم.إي يو (الإنجليزية)
- كونستانتينوس مينه على موقع Soccerway.com (الإنجليزية)
- كونستانتينوس مينه على موقع عالم كرة القدم.نت (الإنجليزية)